# 坂井賢一
坂井 賢一（さかい けんいち 1878年（明治11年）-1964年（昭和39年））は、岐阜県富加町出身の剣道家（範士）。

## 生涯
岐阜県富加町大字羽生出身。少年時代から剣術の習練。
大正初期に加茂農林学校の剣道教師と武義中学校の教師を兼ねながら自ら修行。居合道、杖道を中山博道より学ぶ。
武徳会岐阜支部より、功労賞を受賞し、名誉教師となる。
1925年（大正14年）、自宅敷地内に道場を私費で建設。岐阜県剣道連盟の理事長を務め、全日本剣道連盟より功労賞を受ける。昭和22年には村民に推されて富加村長となる。1964年（昭和39年）に翌年の国体開催にあたり、強化委員となるが76歳で死去。

## 逸話
- 道場の門からは多くの剣士が輩出し、有段者だけでも数百名を数える[要出典][3]。
- 厳格の中に温情があり、多くの弟子に敬慕された。
- 1970年（昭和45年）、門人達が自宅敷地内に顕彰碑を建立し、坂井杯を設けて今に至る。
- 現在、坂井杯争奪中濃地区剣道大会が毎年、大々的に行われている[4]。
- 現在の道場は、富加町にある「究道館」である。